# 長興庄
長興庄為臺灣日治時期1920年至1945年間存在之行政區，轄屬高雄州屏東郡。今屏東縣長治鄉及麟洛鄉。

## 行政區劃

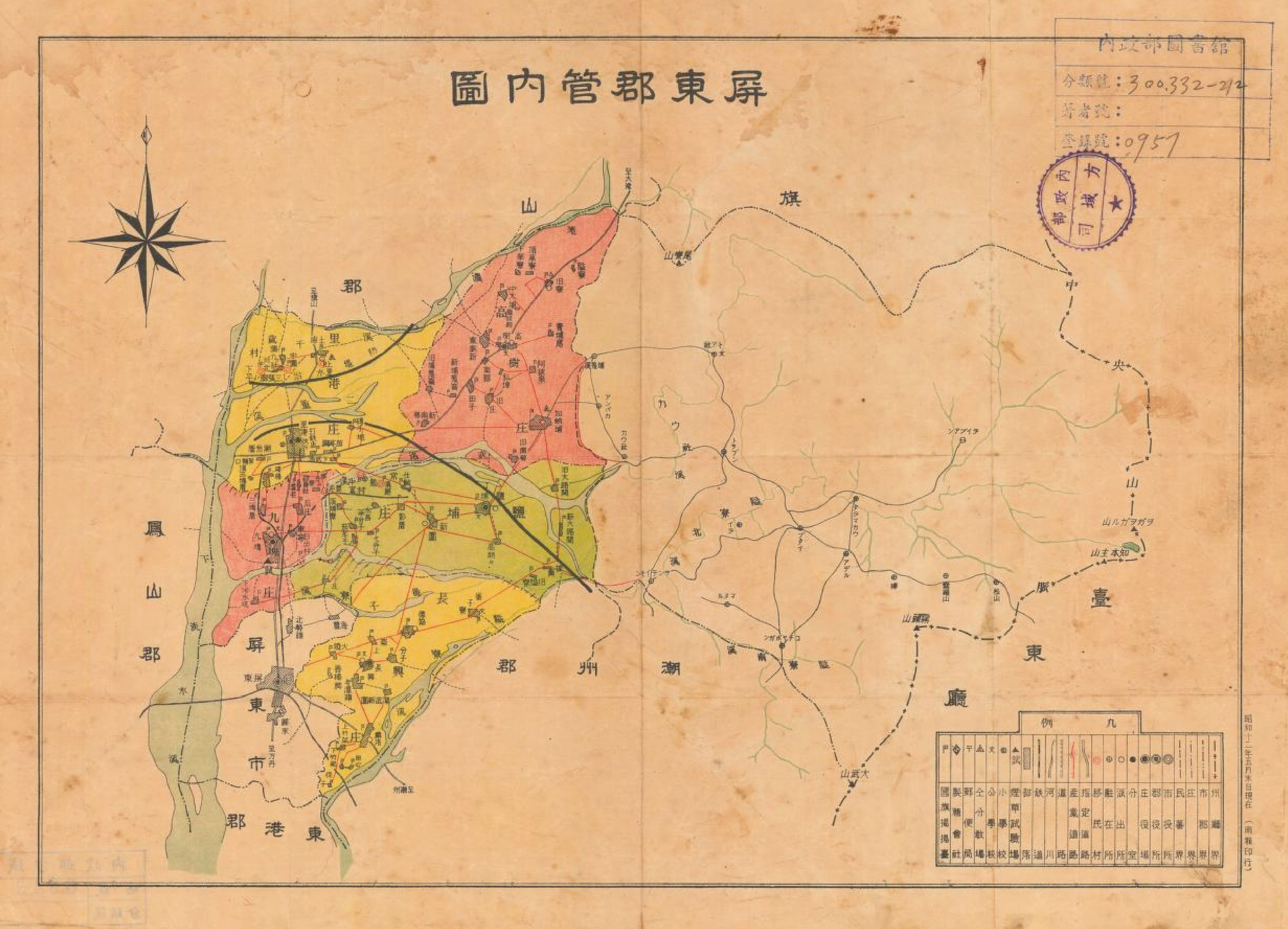
屏東郡管內圖

長興地區在清代屬港西中里，在1897年5月隸屬於「鳳山縣阿猴辨務署」。1898年6月18日，鳳山縣併入「臺南縣」。1900年11月15日，長興地區分為「麟洛區」。1901年11月11日，臺灣的行政區劃改為二十廳，臺南縣被裁撤，阿猴、東港辨務署合併為阿猴廳，九塊地區隸屬於「阿猴廳直轄」。長興地區在此時期的劃分如下：
- 麟洛區
  - 港西中里：火燒庄、麟洛庄、德協庄、蕃仔藔庄

1904年4月13日，阿猴廳將原有街庄整併。1905年3月，阿猴廳改稱「阿緱廳」。1920年3月21日，「火燒庄」改稱「長興庄」。1920年10月1日，原堡里鄉澚之行政區廢除，街庄社改為大字，「蕃仔藔」改稱「番子寮」，而上述街庄合併為高雄州屏東郡長興庄，轄域內分為長興、德協、番子寮、麟洛等4個大字。1939年4月1日，長興的西側劃為屏東市大和町、清水町、旭町、瑞穗町。
二戰後，長興庄在1946年4月劃為屏東市「長治區」。1950年，改設「屏東縣長治鄉」。1955年，麟洛地區設立「麟洛鄉」。
| 1904年   | 1904年 | 1904年                                                                     | 1920年 | 1920年 | 現在           |
| 堡里     | 區     | 街庄社                                                                     | 街庄   | 大字   | 鄉鎮           |
| -------- | ------ | -------------------------------------------------------------------------- | ------ | ------ | -------------- |
| 港西中里 | 麟洛區 | 火燒庄、新潭頭庄、老潭頭庄、香楊腳庄、三座屋庄、單座屋庄                   | 長興庄 | 長興   | 屏東市、長治鄉 |
| 港西中里 | 麟洛區 | 竹葉庄、份仔庄、崙上庄、山豬門庄、下屋庄、芎蕉腳庄、煙墩腳庄               | 長興庄 | 德協   | 長治鄉         |
| 港西中里 | 麟洛區 | 蕃仔藔庄                                                                   | 長興庄 | 番子寮 | 長治鄉         |
| 港西中里 | 麟洛區 | 麟洛庄、老田尾庄、田心庄、頂竹架庄、徑仔庄、下竹架庄、麟洛新庄、潭底新圍庄 | 長興庄 | 麟洛   | 麟洛鄉         |

## 區、庄長
- 麟洛區長
  - 邱瑞河：1910~1919年
  - 邱玉梅：1920年
- 長興庄長
  - 邱玉梅：1920~1924年
  - 邱增興：1925~1926年
  - 馮安德：1927~1934年
  - 邱潤寬/長岡潤寬：1935~1945年[6]

## 設施
- 長興庄役場
- 屏東農業專修學校（今長治國中）
- 長興公學校→長興國民學校（今長興國小）
- 麟洛公學校→麟洛國民學校（今麟洛國小）
- 番子寮公學校→番子寮國民學校（今繁華國小）
- 麟洛戰俘營